# Saison 2018-2019 de l'Olympique lyonnais (féminines)
Maillots
Dernière mise à jour : 18 mai 2019.
Chronologie
Saison précédente Saison suivante
La saison 2018-2019 de la section féminine de l'Olympique lyonnais est la quarante-et-unième saison consécutive du club rhodanien en première division du championnat de France depuis 1978.
Les Lyonnaises auront à nouveau pour objectif de remporter le championnat de France et la Ligue des champions, mais vont également tenter de reconquérir la Coupe de France.
L'équipe va donc évoluer au cours de la saison en Ligue des champions, où le club est exempté de premier tour grâce au bon coefficient UEFA de la France.

## Transferts
L'avant saison est marqué par la fin de carrière de Corine Petit, Élodie Thomis et Camille Abily. L'américaine Morgan Brian écourte son expérience lyonnaise après seulement 6 mois passés au club ; son contrat s'achevait en juin 2020. Pour pallier l'absence de ces joueuses cadres, le club recrute notamment l'internationale allemande Carolin Simon (en provenance du SC Fribourg) ainsi que l'internationale anglaise Isobel Christiansen (en provenance de Manchester City). En toute fin de mercato, le club recrute en prêt l'internationale galloise Jessica Fishlock, en provenance du Seattle Reign FC.
| Été 2018            |             |                        |                        |                   |
| Nom                 | Nationalité | Transfert              | Provenance/Destination | Division          |
| Arrivées            |             |                        |                        |                   |
| Carolin Simon       | Allemagne   | Contrat de 2 ans       | SC Fribourg            | Frauen-Bundesliga |
| Lisa Weiß           | Allemagne   | Contrat de 2 ans       | SGS Essen              | Frauen-Bundesliga |
| Isobel Christiansen | Angleterre  | Contrat de 2 ans       | Manchester City        | FA Super League   |
| Jessica Fishlock    | P.d.-Galles | Prêt de 1 an           | Seattle Reign FC       | NWSL              |
| Audrey Dupupet      | France      | Contrat de 2 ans       | Formée au club         | Formée au club    |
| Lorena Azzaro       | France      | Contrat de 2 ans       | Formée au club         | Formée au club    |
| Danielle Roux       | France      | Contrat de 3 ans       | Formée au club         | Formée au club    |
| Eva Kouache         | France      | Contrat pro. (?)       | Formée au club         | Formée au club    |
| Départs             |             |                        |                        |                   |
| Morgan Brian        | États-Unis  | Résiliation de contrat | Chicago Red Stars      | NWSL              |
| Pauline P.-Magnin   | France      | Résiliation de contrat | Arsenal FC             | FA Super League   |
| Mylaine Tarrieu     | France      | Résiliation de contrat | FCG Bordeaux           | Division 1        |
| Romane Bruneau      | France      | Résiliation de contrat | FCG Bordeaux           | Division 1        |
| Claire Lavogez      | France      | Fin de contrat         | FCG Bordeaux           | Division 1        |
| Kenza Dali          | France      | Fin de contrat         | Dijon FCO              | Division 1        |
| Kheira Hamraoui     | France      | Fin de contrat         | FC Barcelone           | Primera División  |
| Jessica Houara      | France      | Fin de contrat         | Libre                  | Libre             |
| Camille Abily       | France      | Fin de carrière        | Fin de carrière        | Fin de carrière   |
| Corine Petit        | France      | Fin de carrière        | Fin de carrière        | Fin de carrière   |
| Élodie Thomis       | France      | Fin de carrière        | Fin de carrière        | Fin de carrière   |
| Hiver 2018 - 2019   |             |                        |                        |                   |
| Arrivées            |             |                        |                        |                   |
| Sole Jaimes         | Argentine   | Contrat de 6 mois      | Dalian Quanjian FC     | CWSL              |
| Départs             |             |                        |                        |                   |
| Emelyne Laurent     | France      | Prêt de 6 mois         | EA Guingamp            | Division 1        |

## Stage et matchs d'avant saison
La reprise de l'entraînement s'est déroulé le lundi 16 juillet. En guise de préparation d'avant saison, l'Olympique lyonnais participe notamment à deux matches lors la Women's International Champions Cup organisée en Floride. Les Lyonnaises effectuent également un stage de préparation à Vichy du 13 au 17 août. 

## Parcours en Coupe d'Europe
L'Olympique lyonnais remporte sa sixième Ligue des champions (sa quatrième consécutive) à l'issue de cet exercice.
| Ligue des champions 2018 - 2019 |                   |                                              |                           |                |          |
| Nb.                             | Date              | Lieu                                         | Compétition               | Adversaire     | Résultat |
| 9.                              | 18 mai 2019       | Stade de Ferencváros, Budapest, Hongrie      | Finale                    | FC Barcelone   | 4 - 1    |
| 8.                              | 28 avril 2019     | Kingsmeadow, Londres, Angleterre             | 1/2 finale retour         | Chelsea FC     | 1 - 1    |
| 7.                              | 21 avril 2019     | Parc OL, Décines-Charpieu, France            | 1/2 finale aller (dom.)   | Chelsea FC     | 2 - 1    |
| 6.                              | 27 mars 2019      | AOK Stadion, Wolfsbourg, Allemagne           | 1/4 finale retour         | VfL Wolfsbourg | 4 - 2    |
| 5.                              | 20 mars 2019      | Parc OL, Décines-Charpieu, France            | 1/4 finale aller (dom.)   | VfL Wolfsbourg | 2 - 1    |
| 4.                              | 31 octobre 2018   | OL Training Center, Décines-Charpieu, France | 1/8 finale retour (dom.)  | Ajax Amsterdam | 9 - 0    |
| 3.                              | 17 octobre 2018   | Stade De Toekomst, Ouder-Amstel, Pays-Bas    | 1/8 finale aller          | Ajax Amsterdam | 4 - 0    |
| 2.                              | 27 septembre 2018 | OL Training Center, Décines-Charpieu, France | 1/16 finale retour (dom.) | Avaldsnes IL   | 5 - 0    |
| 1.                              | 12 septembre 2018 | Haugesund Stadion, Haugesund, Norvège        | 1/16 finale aller         | Avaldsnes IL   | 2 - 0    |

## Parcours en Coupe de France
L'Olympique lyonnais remporte sa huitième Coupe de France (sa dixième en intégrant celles du FC Lyon).
| Coupe de France 2018 - 2019 |                 |                                         |                      |            |          |
| Nb.                         | Date            | Lieu                                    | Compétition          | Adversaire | Résultat |
| 5.                          | 8 mai 2019      | Stade Gaston-Petit, Châteauroux, France | Finale               | Lille      | 3 - 1    |
| 4.                          | 10 mars 2019    | Stade des Alpes, Grenoble, France       | 1/2 de finale        | Grenoble   | 1 - 0    |
| 3.                          | 9 février 2019  | Parc OL, Décines-Charpieu, France       | 1/4 de finale (dom.) | Paris SG   | 1 - 0    |
| 2.                          | 27 janvier 2019 | Stade Léo-Lagrange, Soyaux, France      | 1/8 de finale        | Soyaux     | 5 - 0    |
| 1.                          | 5 janvier 2019  | Stade Paul-Lignon, Rodez, France        | 1/16 de finale       | Rodez      | 6 - 0    |

## Parcours en Championnat de France
Le club rhodanien remporte son treizième titre national (son dix-septième en intégrant ceux du FC Lyon) lors de l'avant-dernière journée, sur la pelouse de Dijon.
| Saison 2018 - 2019 |                   |                                                     |                    |              |          |
| Nb.                | Date              | Lieu                                                | Compétition        | Adversaire   | Résultat |
| 22.                | 4 mai 2019        | OL Training Center, Décines-Charpieu, France        | 22e journée (dom.) | Metz         | 3 - 0    |
| 21.                | 24 avril 2019     | Stade Gaston-Gérard, Dijon, France                  | 21e journée        | Dijon        | 4 - 0    |
| 20.                | 13 avril 2019     | Parc OL, Décines-Charpieu, France                   | 20e journée (dom.) | Paris SG     | 5 - 0    |
| 19.                | 31 mars 2019      | Stade Auguste-Gentelet, Fleury-Merogis, France      | 19e journée        | FC Fleury 91 | 1 - 1    |
| 18.                | 16 mars 2019      | Stade Sainte-Germaine, Le Bouscat, France           | 18e journée        | Bordeaux     | 7 - 1    |
| 17.                | 20 février 2019   | Stade Charléty, Paris, France                       | 16e journée        | Paris FC     | 4 - 1    |
| 16.                | 16 février 2019   | OL Training Center, Décines-Charpieu, France        | 17e journée (dom.) | Lille        | 1 - 0    |
| 15.                | 12 janvier 2019   | OL Training Center, Décines-Charpieu, France        | 15e journée (dom.) | Rodez        | 4 - 0    |
| 14.                | 16 décembre 2018  | Stade Bernard-Gasset, Montpellier, France           | 14e journée        | Montpellier  | 5 - 0    |
| 13.                | 8 décembre 2018   | Stade Camille-Lebon, Angoulême, France              | 13e journée        | Soyaux       | 6 - 0    |
| 12.                | 2 décembre 2018   | OL Training Center, Décines-Charpieu, France        | 12e journée (dom.) | Guingamp     | 7 - 0    |
| 11.                | 24 novembre 2018  | OL Training Center, Décines-Charpieu, France        | 11e journée (dom.) | FC Fleury 91 | 4 - 1    |
| 10.                | 18 novembre 2018  | Stade Jean-Bouin, Paris, France                     | 10e journée        | Paris SG     | 1 - 1    |
| 9.                 | 3 novembre 2018   | OL Training Center, Décines-Charpieu, France        | 9e journée (dom.)  | Dijon        | 5 - 0    |
| 8.                 | 27 octobre 2018   | Stade Saint-Symphorien, Longeville-lès-Metz, France | 8e journée         | Metz         | 5 - 0    |
| 7.                 | 21 octobre 2018   | OL Training Center, Décines-Charpieu, France        | 7e journée (dom.)  | Bordeaux     | 3 - 0    |
| 6.                 | 14 octobre 2018   | OL Training Center, Décines-Charpieu, France        | 6e journée (dom.)  | Montpellier  | 2 - 1    |
| 5.                 | 30 septembre 2018 | Stade Paul-Lignon, Rodez, France                    | 5e journée         | Rodez        | 2 - 0    |
| 4.                 | 22 septembre 2018 | OL Training Center, Décines-Charpieu, France        | 4e journée (dom.)  | Paris FC     | 5 - 0    |
| 3.                 | 16 septembre 2018 | Centre de formation de l'EAG, Pabu, France          | 3e journée         | Guingamp     | 3 - 0    |
| 2.                 | 8 septembre 2018  | OL Training Center, Décines-Charpieu, France        | 2e journée (dom.)  | Soyaux       | 4 - 0    |
| 1.                 | 26 août 2018      | Domaine de Luchin, Camphin-en-Pévèle, France        | 1re journée        | Lille        | 8 - 0    |

### Classement
| Rang | Équipe                 | Pts | J  | G  | N | P  | Bp | Bc | Diff |
| ---- | ---------------------- | --- | -- | -- | - | -- | -- | -- | ---- |
| 1    | Olympique lyonnais T C | 62  | 22 | 20 | 2 | 0  | 89 | 6  | +83  |
| 2    | Paris SG               | 57  | 22 | 18 | 3 | 1  | 62 | 16 | +46  |
| 3    | Montpellier HSC        | 39  | 22 | 12 | 3 | 7  | 51 | 27 | +24  |
| 4    | Girondins de Bordeaux  | 34  | 22 | 10 | 4 | 8  | 26 | 34 | -8   |
| 5    | Paris FC               | 32  | 22 | 9  | 5 | 8  | 34 | 28 | +6   |
| 6    | ASJ Soyaux             | 27  | 22 | 7  | 6 | 9  | 19 | 37 | -18  |
| 7    | EA Guingamp            | 24  | 22 | 6  | 6 | 10 | 24 | 33 | -9   |
| 8    | Dijon FCO P            | 24  | 22 | 7  | 3 | 12 | 29 | 44 | -15  |
| 9    | FC Fleury              | 22  | 22 | 5  | 7 | 10 | 24 | 34 | -10  |
| 10   | FC Metz P              | 19  | 22 | 6  | 1 | 15 | 21 | 63 | -42  |
| 11   | Lille OSC              | 18  | 22 | 4  | 6 | 12 | 20 | 43 | -23  |
| 12   | Rodez AF               | 13  | 22 | 3  | 4 | 14 | 14 | 48 | -34  |

| Légende : | Légende : |
| --------- | --- |
|           | Qualifié pour la Ligue des champions 2019-2020 (Seizièmes de finale). |
|           | Relégué en Division 2. |
|           | T Tenant du titre. P Promu de Division 2. C Vainqueur de la Coupe de France 2018-2019. Pts points ; G victoires ; N match nuls ; P défaites Bp buts marqués ; Bc buts encaissés ; Diff différence de buts |

### Évolution du classement
Leader du championnat

## Statistiques individuelles

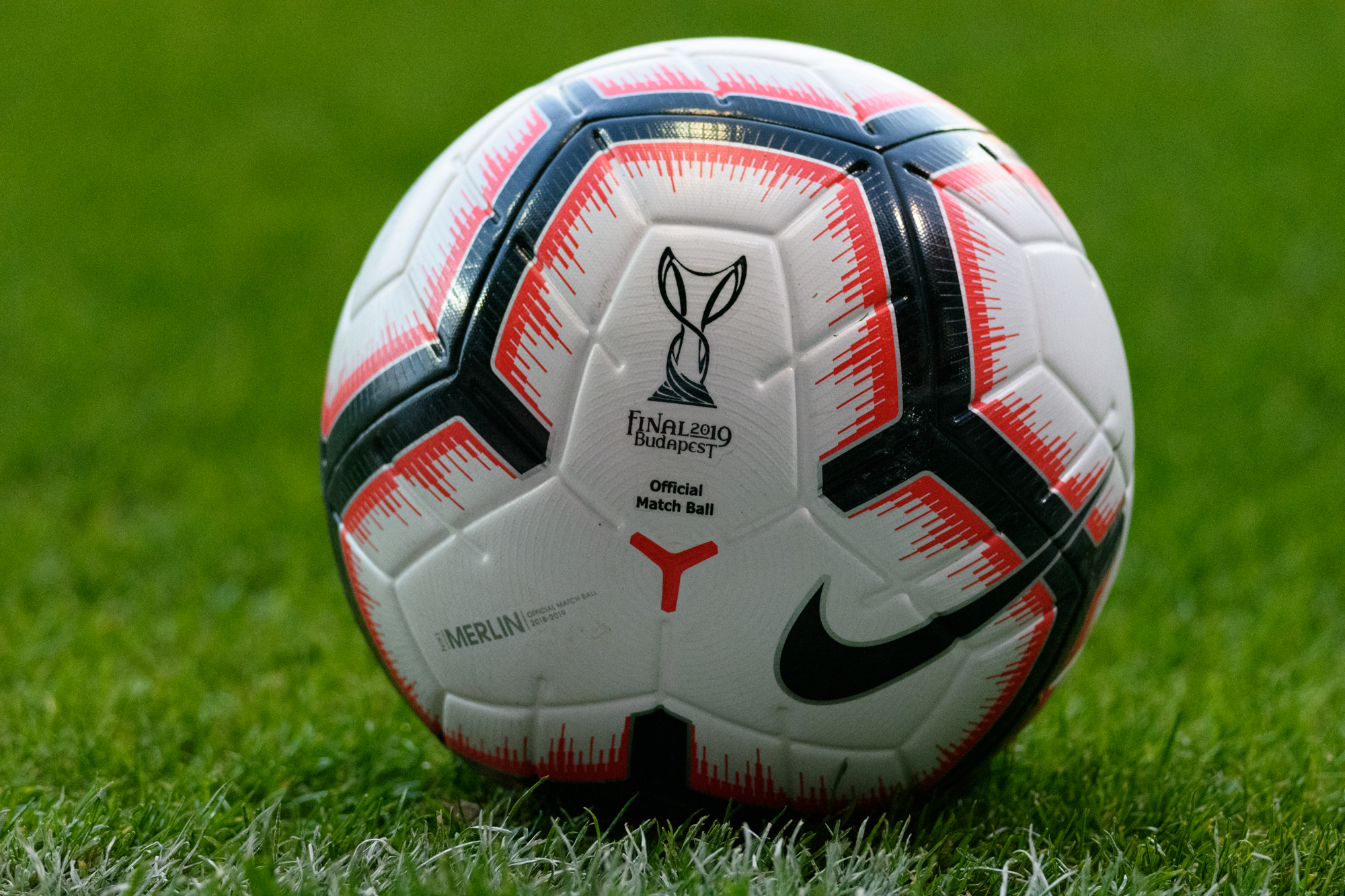
Ballon officiel de la Ligue des champions en 2019.

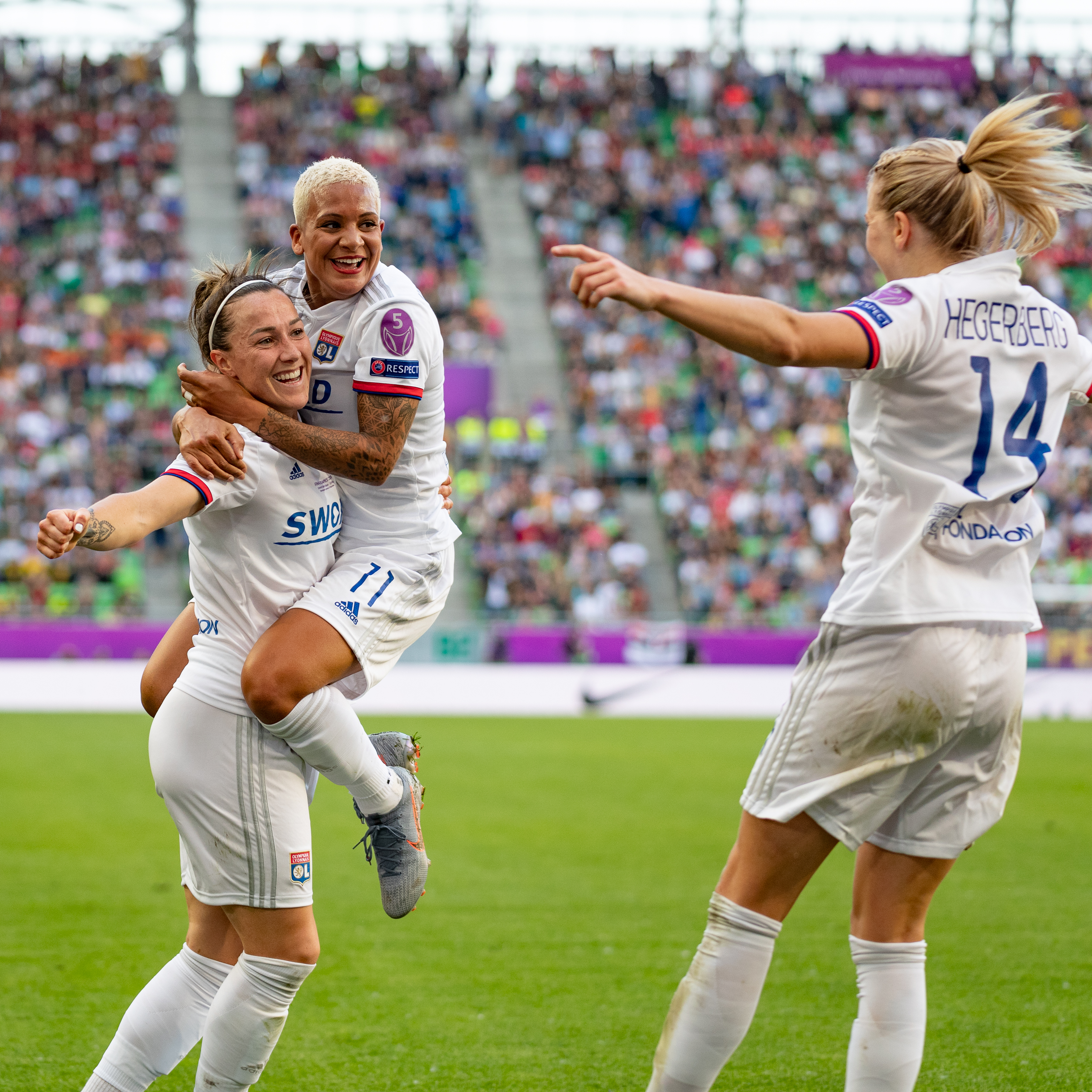
Célébration du 3e but d'Ada Hegerberg lors de la finale de la Ligue des champions.

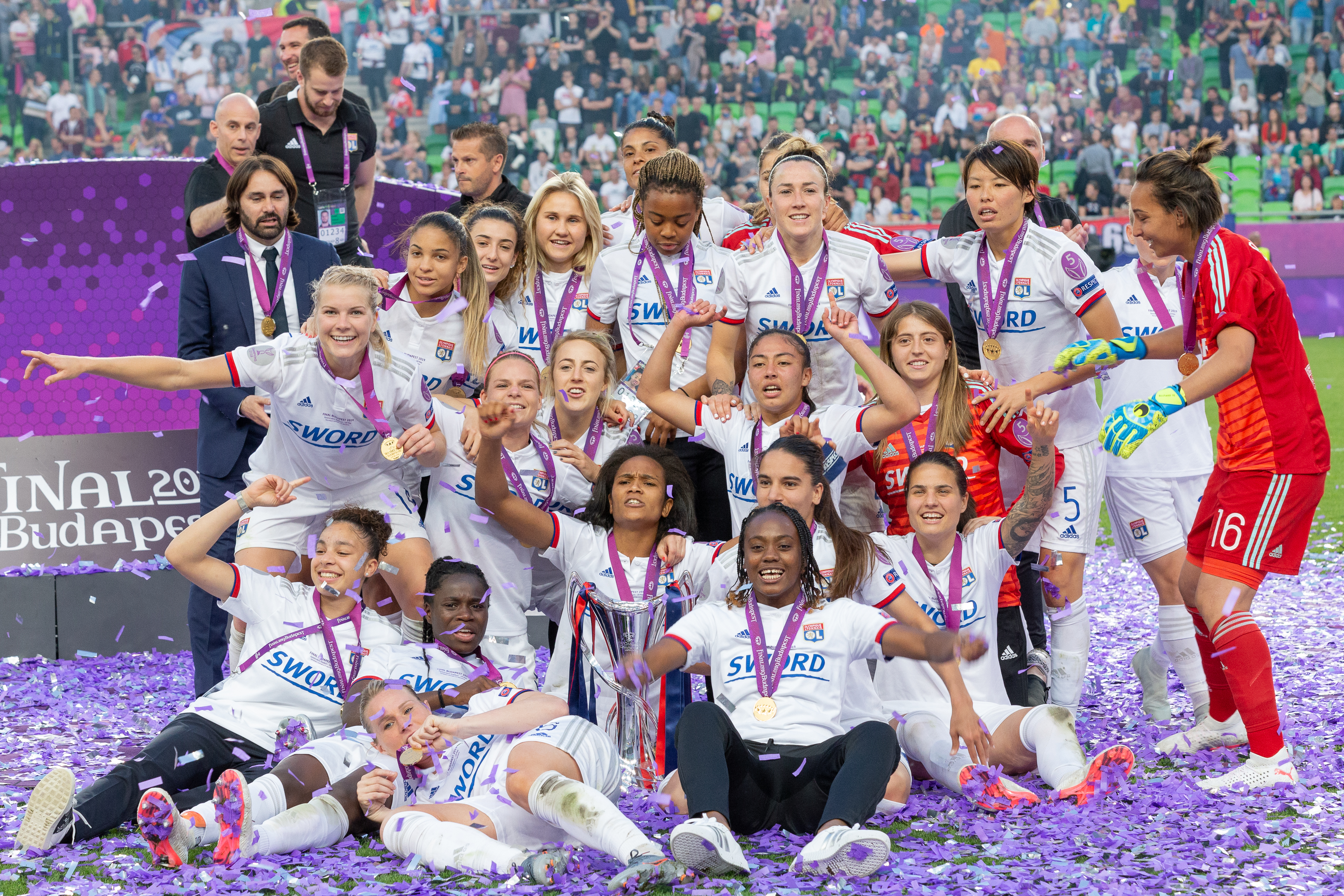
Célébration de la victoire lors de la finale de la Ligue des champions le 18 mai 2019.

| Nb.                 | Joueuse             | Total | Championnat | Coupe de France | Ligue des champions |
| 1.                  | Ada Hegerberg       | 29    | 20          | 2               | 7                   |
| 2.                  | E. Le Sommer        | 21    | 13          | 2               | 6                   |
| 3.                  | Amel Majri          | 15    | 10          | 1               | 4                   |
| 4.                  | Wendie Renard       | 14    | 8           | 2               | 4                   |
| 5.                  | D. Marozsán         | 14    | 10          | 2               | 2                   |
| 6.                  | Amandine Henry      | 8     | 4           | 2               | 2                   |
| 7.                  | S. van de Sanden    | 8     | 7           | 1               | -                   |
| 8.                  | D. Cascarino        | 6     | 3           | 1               | 2                   |
| 9.                  | Griedge Mbock       | 5     | 2           | 1               | 2                   |
| 10.                 | I. Christiansen     | 4     | 2           | 1               | 1                   |
| 11.                 | Lucy Bronze         | 2     | 1           | -               | 1                   |
| 12.                 | Jessica Fishlock    | 2     | 1           | 1               | -                   |
| 13.                 | Saki Kumagai        | 2     | 2           | -               | -                   |
| 14.                 | Selma Bacha         | 1     | -           | -               | 1                   |
| 15.                 | Emelyne Laurent     | 1     | 1           | -               | -                   |
| 16.                 | K. Buchanan         | 1     | 1           | -               | -                   |
| 17.                 | Sole Jaimes         | 1     | 1           | -               | -                   |
| But contre son camp | But contre son camp | 4     | 3           | -               | 1                   |
| Total Général       | Total Général       | 138   | 89          | 16              | 33                  |

| Nb.           | Joueuse          | Total | Championnat | Coupe de France | Ligue des champions |
| 1.            | Amel Majri       | 13    | 9           | 1               | 3                   |
| 2.            | Ada Hegerberg    | 12    | 10          | 1               | 1                   |
| 3.            | S. van de Sanden | 11    | 8           | -               | 3                   |
| 4.            | D. Marozsán      | 9     | 5           | 2               | 2                   |
| 5.            | I. Christiansen  | 8     | 5           | 1               | 2                   |
| 6.            | Selma Bacha      | 8     | 5           | 1               | 2                   |
| 7.            | Amandine Henry   | 6     | 4           | 1               | 1                   |
| 8.            | D. Cascarino     | 5     | 3           | -               | 2                   |
| 9.            | E. Le Sommer     | 5     | 2           | 1               | 2                   |
| 10.           | Jessica Fishlock | 3     | 3           | -               | -                   |
| 11.           | Carolin Simon    | 3     | 3           | -               | -                   |
| 12.           | Lucy Bronze      | 3     | 1           | -               | 2                   |
| 13.           | Griedge Mbock    | 2     | 2           | -               | -                   |
| 14.           | Saki Kumagai     | 1     | -           | -               | 1                   |
| 15.           | Wendie Renard    | 1     | 1           | -               | -                   |
| 16.           | Sole Jaimes      | 1     | -           | 1               | -                   |
| 17.           | K. Buchanan      | 1     | 1           | -               | -                   |
| Total Général | Total Général    | 92    | 62          | 9               | 21                  |

## Chiffres marquants
- 2200e but de l'histoire de l'OL : Ada Hegerberg (en D1, face à Lille (8-0), le 26 août 2018).

- 2300e but de l'histoire de l'OL : Amel Majri (en D1, face au Paris FC (4-1), le 20 février 2019).

- 80e joueuse à avoir inscrit au moins 1 but avec l'OL : Kadeisha Buchanan (en D1, face à Bordeaux (7-1), le 16 mars 2019).

- 350e but de l'histoire en Ligue des champions : Eugénie Le Sommer (face à Wolfsbourg (4-2), le 27 mars 2019).

- 1500e but de l'histoire en championnat : Eugénie Le Sommer (face au Paris SG (5-0), le 13 avril 2019).

- 100e but de Wendie Renard sous les couleurs de l'OL : en championnat, face au Paris SG (5-0, le 13 avril 2019).